# Isländische Fußballmeisterschaft 1961
Die isländische Fußballmeisterschaft 1961 war die 50. Spielzeit der höchsten isländischen Fußballliga. Sie begann am 28. Mai 1961 und endete am 10. September 1961.
Der Titel ging zum insgesamt 17. Mal an den amtierenden Rekordmeister KR Reykjavík. ÍB Hafnarfjörður musste als letztplatzierte Mannschaft absteigen und wurde in der nächsten Saison durch ÍB Ísafjörður ersetzt.

## Abschlusstabelle
| Pl. | Verein               | Sp. | S | U | N | Tore    | Quote | Punkte |
| --- | -------------------- | --- | - | - | - | ------- | ----- | ------ |
| 1.  | KR Reykjavík (P)     | 10  | 8 | 1 | 1 | 035:110 | 3,18  | 17:30  |
| 2.  | ÍA Akranes (M)       | 10  | 7 | 1 | 2 | 017:110 | 1,55  | 15:50  |
| 3.  | Valur Reykjavík      | 10  | 5 | 2 | 3 | 018:130 | 1,38  | 12:80  |
| 4.  | ÍBA Akureyri         | 10  | 4 | 1 | 5 | 023:230 | 1,00  | 09:11  |
| 5.  | Fram Reykjavík       | 10  | 2 | 2 | 6 | 011:170 | 0,65  | 06:14  |
| 6.  | ÍB Hafnarfjörður (N) | 10  | 0 | 1 | 9 | 005:340 | 0,15  | 01:19  |

| (M) | amtierender isländischer Meister     |
| (P) | amtierender isländischer Pokalsieger |
| (N) | Neuaufsteiger                        |

### Kreuztabelle
Die Kreuztabelle stellt die Ergebnisse aller Spiele dieser Saison dar. Die Heimmannschaft ist in der ersten Spalte aufgelistet, die Gastmannschaft in der obersten Reihe. Die Ergebnisse sind immer aus Sicht der Heimmannschaft angegeben.
| 1961             | Fram Reykjavík | ÍBA Akureyri | ÍA Akranes | ÍBH | KR Reykjavík |     |
| Fram Reykjavík   |                | 1:6          | 1:2        | 3:0 | 0:0          | 1:1 |
| ÍBA Akureyri     | 2:1            |              | 0:1        | 6:1 | 0:5          | 0:1 |
| ÍA Akranes       | 0:2            | 4:1          |            | 1:1 | 3:1          | 1:0 |
| ÍB Hafnarfjörður | 1:4            | 1:3          | 0:2        |     | 1:2          | 0:2 |
| KR Reykjavík     | 2:0            | 6:3          | 4:0        | 7:0 |              | 3:2 |
| Valur Reykjavík  | 1:0            | 2:2          | 3:1        | 4:0 | 2:5          |     |

## Torschützenliste
Die folgende Tabelle gibt die besten Torschützen der Saison wieder.
| Rang | Tore | Spieler               | Verein          |
| ---- | ---- | --------------------- | --------------- |
| 1.   | 16   | Þórólfur Beck         | KR Reykjavík    |
| 2.   | 08   | Björgvin Daníelsson   | Valur Reykjavík |
| 3.   | 07   | Steingrímur Björnsson | ÍBA Akureyri    |
| 4.   | 06   | Gunnar Felixson       | KR Reykjavík    |
| 4.   | 06   | Ellert B. Schram      | KR Reykjavík    |
| 4.   | 06   | Mathías Hjartarson    | Valur Reykjavík |
| 4.   | 06   | Þórður Jónsson        | ÍA Akranes      |